# Marquitos
Pour les articles homonymes, voir Marcos Alonso et Alonso.
Marcos Alonso Imaz, né le 16 avril 1933 à Santander et mort le 6 mars 2012 dans la même ville, surnommé Marquitos  est un footballeur espagnol, évoluant au poste de défenseur.
Il est principalement connu pour avoir participé aux 5 victoires consécutives du Real Madrid en coupe d'Europe des clubs champions à la fin des années 1950.

## Carrière de footballeur
Marcos Alonso Imaz commence le football au Rayo Cantabria. Pendant sa carrière, Marquitos joue pour le Racing Santander (1951–1954), le Real Madrid (1954–1962), l'Hércules Alicante (1962–1963), le Real Murcie (1963–1964), Calvo Sotelo (1964-1969) et Toluca de Santander (1969–1970). Avec les Merengues, il gagne six championnats d'Espagne et cinq coupe d'Europe des clubs champions. Lors de l'édition 1956, il marque un but lors de la finale qui permet à son équipe d'égaliser à 3-3 contre le Stade de Reims, match qui se termine par un succès espagnol 4-3.
De 1955 à 1960, Marquitos joue deux fois en équipe d'Espagne, lors de matches amicaux.
Marquitos décède le 6 mars 2012, jour du 110e anniversaire de la création du Real Madrid.

## Palmarès
- Coupe d'Europe des clubs champions : Vainqueur en 1956, 1957, 1958, 1959, 1960
- Coupe intercontinentale : Vainqueur en 1960
- Championnat d'Espagne : Vainqueur en 1955, 1957, 1958, 1961, 1962, 1963
- Coupe d'Espagne : 1962
- Coupe Latine : Vainqueur en 1955 et 1957

## Vie personnelle
Son fils, Marcos Alonso Peña, est footballeur professionnel puis entraîneur ; il joue avec succès à l'Atlético de Madrid, au FC Barcelone et en sélection nationale (22 sélections). Son petit-fils, Marcos Alonso Mendoza, a évolué dans les équipes de jeunes du Real Madrid et joue actuellement au FC Barcelone.